# Karl Anton von Martini

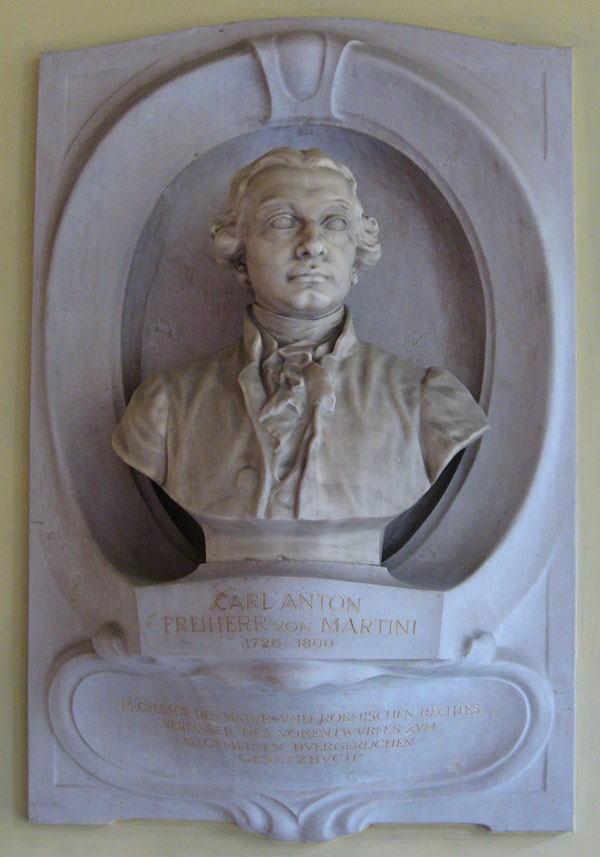
Buste van Karl Anton von Martini in het Arkadenhof van de Universiteit van Wenen

Karl Anton von Martini (Revò, 15 augustus 1726 – Wenen, 7 augustus 1800) was een Oostenrijkse jurist en rechtsfilosoof in de tijd van de Verlichting. In dienst van keizer Jozef II tekende hij gerechtelijke hervormingen uit in Oostenrijks Lombardije en de Oostenrijkse Nederlanden. Hij is bekend als vrijmetselaar.

## Leven en werk
Hij was een zoon van Carlo Ferdinando de Martini en Margherita De Pretis, die hem eerst lieten studeren aan het jezuïetencollege van Trente (1739-1741) en dan naar de Universiteit van Innsbruck stuurden (1741-1747). Daarna volgde hij een drietal jaar natuurrecht aan de Weense universiteit. In 1750 werd hij secretaris van Friedrich Wilhelm von Haugwitz en in 1752 hofmeester van Johann Sigismund Friedrich von Khevenhüller-Metsch, een diplomaat met wie hij Europa afreisde. Bij zijn terugkeer in 1754 werd Martini professor aan de rechtenfaculteit van de Universiteit van Wenen. Aan vijf kinderen van Maria Theresia gaf hij juridisch onderricht en bracht hij de ideeën van de Verlichting bij, onder wie Peter Leopold in de jaren 1761-1765. De Habsburger zou deze opvattingen in de praktijk brengen tijdens zijn jarenlange bestuur van het groothertogdom Toscane en later als Rooms-Duits keizer.
Keizer Jozef II, die ook les had gekregen van Martini, stuurde hem in 1785 naar Milaan om de gerechtelijke organisatie van Lombardije te moderniseren. Hij codificeerde het burgerlijk procesrecht in een wetboek, het Regolamento generale del processo civile, dat in essentie een overname was van de Allgemeine Gerichtsordnung die sinds 1781 in de Duitstalige landen gold. Na dit succes kreeg hij eenzelfde opdracht voor de Oostenrijkse Nederlanden, waar de jozefinische hervormingen op hevig verzet stuitten. Jean-Antoine Le Clerc, voorzitter van de Grote Raad van Mechelen, kwam naar Wenen om het bestaande ontwerp van kanselier Joseph de Crumpipen en Eugène-Jean de Robiano te presenteren, maar Martini schoof het opzij als te zeer afwijkend van het Oostenrijkse model. Hij liet zijn Italiaanse wetboek vertalen door secretaris Giuliani, stond Le Clerc enkel een taalkundige check toe en zond de tekst op 16 oktober 1786 naar Kaunitz. Na diens akkoord en dat van de keizer werd het Règlement judiciaire de la procédure civile op 3 november uitgevaardigd (Nederlands: Reglement over de civile rechtspleginge). Martini reisde af naar de Nederlanden om het wetboek te implementeren en verdere codificaties tot stand te brengen, maar tijdens zijn Brusselse verblijf vanaf 26 november 1786 was hij integendeel getuige van de totale implosie van het project.
In het voorjaar van 1787 leverde hij een codificatie af van het strafprocesrecht, het Règlement provisionnel pour la procédure criminelle dans les Pays-Bas autrichiens. De nieuwe wetgeving maakte tabula rasa met de bestaande gerechtelijke organisatie: de Grote Raad van Mechelen en de andere rechtbanken werden afgeschaft en vervangen door een nieuw systeem dat niet langer de vorstendommen als uitgangspunt had, maar districten en negen kreitsen (de eerste voorafspiegeling van de latere provincies). Naast een zestigtal rechtbanken van eerste aanleg waren twee hoven van beroep en een Soevereine Raad voor Justitie voorzien. De magistraten zagen zich direct bedreigd met ontslag en ook andere notabelen vreesden voor hun inkomsten en invloed. Door de intransigentie van de keizer kon Martini weinig toegevingen doen, maar de misnoegdheid en weerstand namen dusdanige proporties aan dat de landvoogden Maria Christina en Albrecht zich in mei verplicht zagen de hervormingen in te trekken, tot woede van de keizer. Hij riep hen terug naar Wenen en ook Martini verliet Brussel op 31 mei 1787. Hij wendde gezondheidsredenen voor om in Aken oponthoud te maken. De wens van Jozef II om de hervorming alsnog door te drukken, zou in september uitlopen op de Kleine Brabantse Revolutie, voorbode van de Brabantse Omwenteling twee jaar later.
Martini had afgedaan voor Jozef II, maar na diens dood in 1790 werd hij in ere hersteld door zijn voormalige pupil keizer Leopold II. Hij mocht zich weer wijden aan wetshervormingen en werd onder keizer Frans II aangesteld tot tweede voorzitter van de Oberste Justizstelle. Eind 1796 leverde hij een ontwerp van burgerlijk wetboek af dat met kleine aanpassingen in 1797 werd afgekondigd als het Westgalizisches Gesetzbuch, grondslag voor het Allgemeines bürgerliches Gesetzbuch van 1811.

## Publicaties

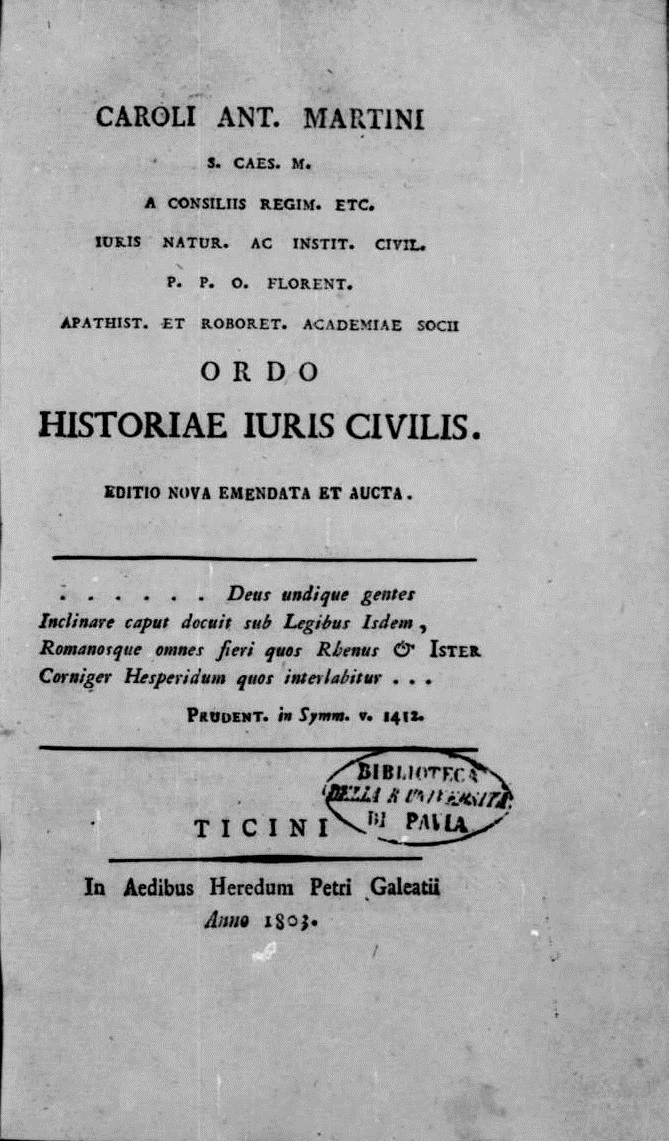
Ordo historiae iuris civilis, 1803

- Ordo historiae iuris civilis praelectionibus institutionum praemissus, 1755
- De lege naturali positiones in usum auditorii vindobonensis, 1762
- De lege naturali exercitationes, 1766
- Positiones de jure civitatis, 1768